# Glen Ridge (Nova Jersey)
Glen Ridge és una població dels Estats Units a l'estat de Nova Jersey. Segons el cens del 2000 tenia 7.271 habitants.

## Demografia
Segons el cens del 2000, Glen Ridge tenia 7.271 habitants, 2.458 habitatges, i 1.978 famílies. La densitat de població era de 2.193,2 habitants/km².
Dels 2.458 habitatges en un 46,3% hi vivien nens de menys de 18 anys, en un 69,9% hi vivien parelles casades, en un 8,1% dones solteres, i en un 19,5% no eren unitats familiars. En el 16,7% dels habitatges hi vivien persones soles el 8% de les quals corresponia a persones de 65 anys o més que vivien soles. El nombre mitjà de persones vivint en cada habitatge era de 2,95 i el nombre mitjà de persones que vivien en cada família era de 3,33.
Per edats la població es repartia de la següent manera: un 30,7% tenia menys de 18 anys, un 4,5% entre 18 i 24, un 29,5% entre 25 i 44, un 24,9% de 45 a 60 i un 10,4% 65 anys o més.
L'edat mediana era de 38 anys. Per cada 100 dones de 18 o més anys hi havia 89,3 homes.
La renda mediana per habitatge era de 105.638 $ i la renda mediana per família de 120.650 $. Els homes tenien una renda mediana de 91.161 $ mentre que les dones 51.444 $. La renda per capita de la població era de 48.456 $. Aproximadament l'1,9% de les famílies i el 3% de la població estaven per davall del llindar de pobresa.

## Poblacions properes
El següent diagrama mostra les poblacions més properes.